# Batalla de Clontarf
La batalla de Clontarf se libró el Viernes Santo (23 de abril) de 1014 entre las fuerzas de Brian Boru y las lideradas por el rey de Leinster, Máel Mórda mac Murchada, compuestas principalmente por sus propios hombres, mercenarios vikingos procedentes de Dublín y las Orcadas, al mando de su sobrino Sigtrygg Silkiskegg, además de un rey rebelde procedente de la provincia del Úlster. Terminó con la derrota de las fuerzas de Máel Mórda y la muerte de Brian, que fue asesinado por unos nórdicos que intentaban huir y se encontraron con su tienda. Después de la batalla, Irlanda volvió a un estado de luchas entre pequeños reinos que existían desde hacía algún tiempo.

## Antecedentes
Brian Boru había gobernado la mayor parte de Irlanda desde 1002, pero la isla distaba mucho de estar sometida a su control y el título de Gran Rey de Irlanda era más un título ceremonial que una autoridad: Brian intentaba cambiar esto y unificar la isla, de lo cual se ocupó durante varios años de su vida. 
En 997, Brian Boru y Máel Sechnaill mac Domnaill se habían encontrado en Clonfert y llegado a un acuerdo, donde se reconocían el uno al otro en sus respectivas mitades del país. Brian atacó constantemente el territorio de Máel Sechnaill, lo cual le llevó a entregar su tierra a Brian.
En 1012 se rebeló el Rey de Leinster, Máel Mórda mac Murchada. Sus intentos fueron frustrados rápidamente cuando Brian dispuso una serie de alianzas matrimoniales, casando a su hija con Sigtrygg Silkbeard, líder de los vikingos de Dublín, y el mismo con la madre de Sigtrygg y hermana de Máel Mórda, Gormlaith. Sin embargo, esta alianza no estaba destinada a durar, y en 1013 Máel Mórda se unió de nuevo con Sigtrygg después de ser reprendido por Gormlaith, por aceptar el gobierno de Brian. Esta vez Sigtrygg estaba listo para luchar, y se le unieron varios clanes irlandeses que envidiaban a Brian.
Brian encarceló inmediatamente a Gormlaith, a lo que siguió una serie de incursiones alrededor de Dublín para mantener bajo su autoridad a clanes irlandeses que pudieran sumarse a las fuerzas vikingas. Mientras tanto, Gormlaith se puso en contacto con Sigurd Hlodvisson, el jarl de las Islas Orcadas, para venir en su ayuda. Este no solo aceptó, sino que acudió a Brodir de la Isla de Man, y le convenció para unirse a la lucha.
En 1014 el ejército de Brian se había reunido y partido hacia Dublín. Cuando llegaron, los irlandeses de Meath, comandados por el ex-Alto Rey Máel Sechnaill mac Domnaill, rehusaron tomar parte en la batalla. Esto le dejó con 7.000 hombres, superando en 2.000 hombres a Sigtrygg, pero considerablemente peor armados en comparación. Llegaron fuera de los muros de Dublín y establecieron su campamento.
Esa noche Brian recibió noticias de que las fuerzas vikingas habían embarcado en sus barcos y se habían hecho a la mar, desertando del lado de Sigtrygg. En realidad fue un ardid, ya que volvieron a tierra y desembarcaron en las playas de Clontarf, a solo una milla al norte de Dublín, para sorprender al ejército de Brian al día siguiente. Dublín estaba en la orilla sur del Liffey, comunicado con la orilla norte, y Clontarf, por un solo puente. Esto permitió a los vikingos desembarcar y prepararse.

## La batalla
El ejército vikingo estaba formado por cinco contingentes, mientras que Sigtrygg y 1000 de sus hombres permanecieron en la ciudad. El hijo de Sigtrygg mandaba el ala izquierda de la línea con 1000 hombres de Dublín que habían decidido luchar en campo abierto. Máel Mórda añadió otros 3000 hombres procedentes de Leinster dispuestos en dos contingentes. Aunque eran numerosos, también estaban pobremente armados en comparación con los vikingos presentes en ambos bandos. Los vikingos de las Orcadas se situaron en el centro con 1000 hombres, y los vikingos de Brodir añadieron otros 1000 hombres o más, en la derecha, en las playas.
Las fuerzas de Brian se hallaban dispuestas de forma similar. A la derecha (izquierda vikinga) estaban 1000 mercenarios extranjeros y vikingos. Al lado de ellos, 1500 hombres del clan Connacht estaban reunidos bajo el mando de sus reyes, así como más de 2000 guerreros de Munster bajo el mando del hijo de Brian, Murchad,  flanqueados por 1.400 hombres de Dál gCais en el ala izquierda liderados por el hijo de 15 años de Murchad, Toirdelbach Ua Briain, y el hermano de Brian, Cuduiligh. Más allá del ala derecha, a varios cientos de metros, permanecían alejados del campo de batalla los 1.500 hombres de Máel Sechnaill que simplemente miraban.
La batalla comenzó con varios desafíos entre los soldados de ambos bandos, acabando algunos de ellos con los dos hombres en el centro del campo para pelear, en tanto que el resto de los contingentes animaban a los duelistas. Mientras esto sucedía, los dos grupos se iban juntando el uno con el otro pronto por la mañana. 
Al principio, la batalla fue a favor de los vikingos, que con sus armas pesadas prevalecieron sobre sus adversarios, como se había esperado. Esta ventaja también sirvió a Brian, cuyos mercenarios vikingos empujaron atrás lentamente a las fuerzas que les hacían frente. En la izquierda, Brodir dirigía él mismo la carga y ganaba terreno, hasta que se encontró con Wolfur el Peleón, hermano del Rey Brian. Aunque Wolfur no fue capaz de romper la armadura de Brodir, le derribó y éste tuvo que huir para ocultarse. Por la tarde, las fuerzas de Brodir se retiraron a sus barcos. 
En el centro las cosas iban más a favor de los vikingos. Las fuerzas de Sigurd y Máel Mórda estaban rodeadas por las tropas de Munster. Sin embargo, Sigurd, de acuerdo con la leyenda, portaba un estandarte «mágico» que facilitaba la victoria a las fuerzas del portador, pero a costa de la muerte de este. Nadie se atrevía a tomar el estandarte a causa de la maldición, pero Sigurd lo hizo y por ello murió.
Al final del día, después de varias pausas para descansar, las fuerzas vikingas se encontraban con los flancos fallando, Sigurd muerto y todos exhaustos. Las playas delante de los barcos estaban ya perdidas, y muchos hombres intentaron llegar a los barcos nadando mar adentro, ahogándose en el intento. La victoria no estaba todavía decidida para Brian, y los vikingos de Dublín decidieron huir a la ciudad. En este punto, Máel Sechnaill entró en combate y cortó la retirada por el puente. El resultado fue una desbandada, en la que murieron los jefes de los vikingos invasores.
Mientras tanto, Brodir, que estaba escondido en los bosques cerca de Dublín, se encontró con Brian rezando en su tienda. Un grupo de vikingos corrió a la tienda y le mataron a él y a todos los que le acompañaban. Luego se retiraron con Brodir dando gritos de triunfo. De acuerdo con los relatos vikingos, Brodir finalmente fue Perseguido, apresado y espantosamente asesinado por Wolfur el Peleón, con quien se había enfrentado en el campo de batalla.

## Consecuencias
Con los irlandeses ahora sin líder, y el poder de los vikingos como fuerza política finiquitada, Irlanda volvió pronto a un estado de guerras internas entre pequeños reinos. Sin embargo, las cosas habían cambiado como resultado de la batalla, con los irlandeses y los vikingos sin poder gobernar sobre toda la isla. Esto produjo una paz duradera, y los vikingos acentuaron su atención hacia Inglaterra y Escocia, tomando finalmente el poder Canuto el Grande al proclamarse rey en 1015.
Sigtrygg había visto la batalla con Gormlaith desde Dublín, en la orilla meridional del río Liffey, y con el ejército irlandés viniéndose abajo al día siguiente, por lo que quedó como único «vencedor» de la batalla y continuó reinando hasta su muerte en 1042. El reino de Meath también salió beneficiado por el hecho de que sus guerreros habían sufrido pocas bajas, su posición política estaba reforzada y sus vecinos (incluidos los vikingos de Dublín) eran incapaces de llevar a cabo acción alguna contra ellos. Sin embargo, la guerra dio como resultado un panorama de luchas internas políticas, una situación que no favoreció que hubiera un nuevo Alto Rey.

## Bajas vikingas
Los anales irlandeses son muy prolíficos citando a detalle las abundantes bajas de los caudillos vikingos caídos en el campo de batalla; entre los principales protagonistas se citan a:
- Amlaíb mac Lagmainn, hijo de Lagmann Godredsson, rey de Mann
- Bruatur, caudillo de Mann
- Donnchad ua Eruild
- Dubgall mac Amlaíb, hijo de Olaf Cuaran.[6]
- Gilla Ciaráin mac Glúniarann, hijo de Glúniairn de Dublín
- Greisiam
- Grísíne
- Lommíne
- Óttir Dub
- Siucraid mac Loduir, jarl de las Orcadas
- Suartgair